# Emily Fox
Emily Fox, née le 5 juillet 1998 à Ashburn aux États-Unis, est une joueuse internationale américaine de soccer qui évolue au poste d'arrière gauche au sein d'Arsenal.

## Biographie
Fox naît le 5 juillet 1998 à Ashburn, en Virginie, aux États-Unis. Elle est la fille d'Alex et Leslie Fox, et a un frère et une sœur, Garrett et Lauren. En 2017, Fox débute les treize premiers matchs de sa saison de première année avec les Tar Heels de la Caroline du Nord avant de subir une déchirure du ligament croisé antérieur et de manquer le reste de la saison. Elle est nommée à la troisième équipe All-ACC et à l'équipe All-Freshman en 2017.
En 2018, Fox se remet de sa blessure et dispute dix-huit matchs consécutifs. En raison de sa convocation avec les États-Unis en novembre 2018, Fox manque les demi-finales et la finale du tournoi de l'ACC, ainsi que le premier tour du tournoi de la NCAA. Les Tar Heels atteignent la finale de la College Cup 2018, où l'équipe s'incline 1-0 face aux Seminoles de Florida State. Fox est nommé dans la première équipe All-ACC de 2018.
Fox inscrit 2 buts en 69 apparitions avec l'Université de Caroline du Nord à Chapel Hill.

### En club
En janvier 2021, elle est recrutée par le Racing Louisville en premier choix de la NWSL Draft 2021,,.
Fox joue plus de minutes que toute autre recrue de la NWSL avec 23 rencontres pour le Racing Louisville. La défenseure est finaliste pour le prix de la recrue de l'année de la NWSL.
Avant la saison 2022, Fox est nommé comme étant l'une des quatre capitaines de l'équipe du Racing.
Le 11 janvier 2024, elle rejoint Arsenal.

### En sélection
En 2015, Fox est nommée sur la liste des joueuses du championnat féminin des moins de 20 ans de la CONCACAF. Elle marque un but lors du match d'ouverture du tournoi, un match nul 2-2 contre le Mexique. Fox participe à tous les matchs du tournoi, et les États-Unis remportent leur cinquième championnat féminin des moins de 20 ans de la CONCACAF. Fox est nommée dans l'équipe pour la Coupe du monde féminine des moins de 20 ans 2016, elle participe aux six matchs des États-Unis qui terminent à la quatrième place du tournoi.
Fox ne participe pas au Championnat féminin des moins de 20 ans de la CONCACAF 2018 car elle se remettait encore de sa blessure au ligament croisé antérieur. Elle se rétablie à temps pour être nommée sur la liste de la Coupe du monde féminine des moins de 20 ans 2018, elle est l'une des trois joueuses à revenir pour une deuxième Coupe du monde des moins de 20 ans. Fox ne participe qu'à un seul match de la Coupe du monde des moins de 20 ans 2018, les États-Unis n'ayant pas réussi à se qualifier pour la phase à élimination directe.
Fox reçoit sa première convocation en équipe nationale senior en novembre 2018 pour une série de matchs amicaux en Europe. Elle obtient sa première sélection le 8 novembre 2018 lorsqu'elle est titularisée au poste d'arrière droite contre le Portugal. Fox est également titulaire cinq jours plus tard contre l'Écosse.
À l'origine, Fox n'est initialement pas retenue pour le camp d'entraînement de l'équipe américaine avant la SheBelieves Cup 2019, mais après que Danielle Colaprico doit se retirer de l'équipe en raison d'une blessure, Fox est ajoutée à la liste.
En 2023, elle fait partie des 23 joueuses sélectionnées par Vlatko Andonovski pour participer à la coupe du monde qui a lieu en Australie  et en Nouvelle-Zélande du 20 juillet au 20 août

## Palmarès
Avec les États-Unis
- Coupe SheBelieves (1) :
  - Vainqueur : 2022
- Championnat féminin de la CONCACAF (1) :
  - Vainqueur : 2022
- Jeux olympiques (1) :
  - Vainqueur : 2024

 Avec Arsenal
- FA WSL Cup (1) :
  - Vainqueur : 2024